# Джойоза-Йоника
Джойо́за-Йо́ника (итал. Gioiosa Ionica) — коммуна в Италии, располагается в регионе Калабрия, подчиняется административному центру Реджо-Калабрия.
Население составляет 7050 человек, плотность населения составляет 201 чел./км². Занимает площадь 35 км². Почтовый индекс — 89042. Телефонный код — 0964.
Покровителем населённого пункта считается San Rocco. Праздник ежегодно празднуется 27 января.
Джойоза-Ионика граничит с коммунами Марина-ди-Джойоза-Йоника, Мартоне, Роччелла-Ионика, Гроттерия.